# Сент-Аньян-пре-Крок
Сент-Анья́н-пре-Крок (фр. Saint-Agnant-près-Crocq) — коммуна во Франции, находится в регионе Лимузен. Департамент коммуны — Крёз. Входит в состав кантона Крок. Округ коммуны — Обюссон.
Код INSEE коммуны — 23178.

## Население
Население коммуны на 2010 год составляло 208 человек.
| 1962 | 1968 | 1975 | 1982 | 1990 | 1999 | 2010 |
| ---- | ---- | ---- | ---- | ---- | ---- | ---- |
| 403  | 373  | 294  | 247  | 209  | 199  | 208  |

## Экономика
В 2010 году среди 124 человек трудоспособного возраста (15—64 лет) 90 были экономически активными, 34 — неактивными (показатель активности — 72,6 %, в 1999 году было 71,6 %). Из 90 активных жителей работали 84 человека (53 мужчины и 31 женщина), безработных было 6 (1 мужчина и 5 женщин). Среди 34 неактивных 6 человек были учениками или студентами, 15 — пенсионерами, 13 были неактивными по другим причинам.